# Electric Chapel
«Electric Chapel» (рус. «Электрическая часовня») — песня американской исполнительницы и автора Lady Gaga из её второго студийного альбома Born This Way.

## О песне
Впервые песня прозвучала в Gagavision No. 44. Тематика песни повествует о мечте быть защищенным. В твиттере Гага написала, что песня была написана в Австралии.

## Критика
Песня получила смешанные отзывы. Многие критики положительно восприняли музыкальный эксперимент. Также многие критики заявили, что сам по себе трек не плох, но ему не стать синглом. В дополнение критики посчитали, что песня вдохновлена творчеством La Roux, Meat Loaf, Human League, и Madonna.

## Живое исполнение
Впервые Гага исполнила песню во время своего турне The Born This Way Ball Tour. Во время исполнения на певице надет длинный плащ, а также Гага использует гитару.

## Участники записи
- Lady Gaga — вокал, автор песни, продюсер
- DJ White Shadow — автор песни, продюсер

## Чарты
«Electric Chapel» дебютировала на 23 позиции в чарте Hot Dance/Electronic Digital Songs 11 июня 2011 года.
| Чарты(2011)                                  | Высшая Позиция |
| -------------------------------------------- | -------------- |
| Billboard Hot Dance/Electronic Digital Songs | 23             |
| South Korea Gaon International Chart         | 125            |